# 米振莉
米振莉，北京科技大学研究员、博士生导师，北京科技大学工程技术研究院副院长、高效轧制与智能制造国家工程研究中心副主任。

## 生平
米振莉本、硕、博士均毕业于北京科技大学，后留校任教。
现为北京科技大学工程技术研究院副院长、博士生导师及研究员，同时兼任“高效轧制与智能制造国家工程研究中心”副主任职务。

## 家庭
米振莉的丈夫董晓辉为中冶建筑研究总院有限公司党委副书记、总经理。
二人育有一女董袭莹，因董袭莹的插足他人婚姻被举报引发的一系列滥用职权、学术不端等事件中，米振莉的家庭身份被关注，涉嫌在其女儿进入医学领域的过程中可能涉入干预或资源给予，包括担任医学类项目评审。
在2025年北京中日友好医院系列事件中，媒体指出米振莉在医学项目评审环节“为女儿开绿灯”，引发教育、公平性方面的广泛争议。
虽最终官方调查处理了董袭莹的姑姑班晓娟及其学生、同事马博渊，未对米振莉进行处分，但其家庭背景与职务使其在舆论中承担一定道德压力。
米振莉的兄弟米振强，亦在北京科技大学任副教授。